# Bernardo Alves

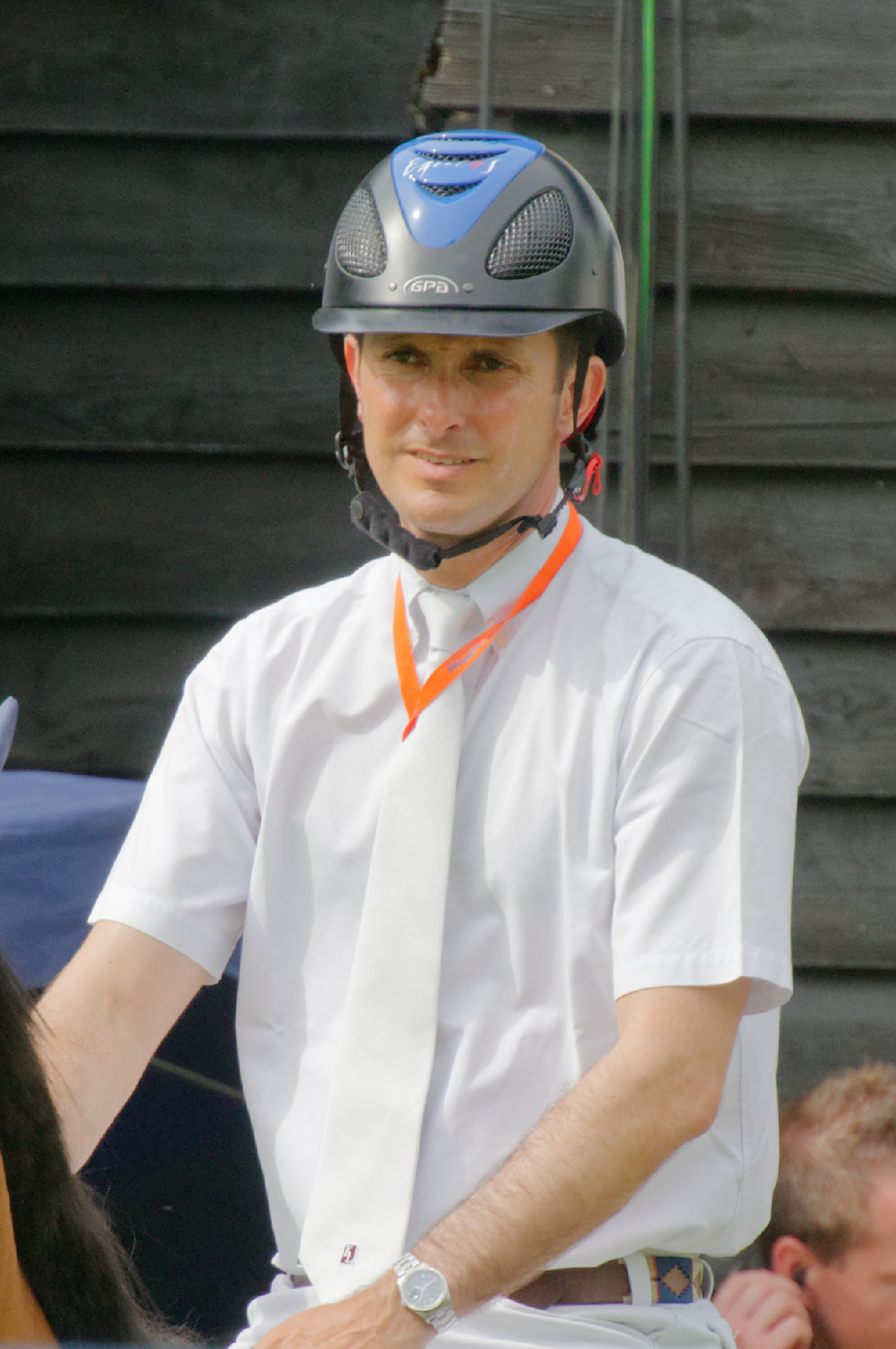
Bernardo Alves (2014)

Bernardo Cardoso de Resende Alves, kurz Bernardo Alves (* 20. November 1974 in Belo Horizonte), ist ein brasilianischer Springreiter. 
Alves lebt in Belgien und wird dort von Rodrigo Pessoa trainiert. Zwischenzeitlich war er auch im Stall von Ludger Beerbaum aktiv und gehörte zum erfolgreichen Audi-Team. Zwei seiner größten Erfolge bisher waren die Siege im Großen Preis von Calgary und im Preis von Europa beim CHIO Aachen. 2004 nahm er mit der brasilianischen Mannschaft an den Olympischen Spielen teil.
2008 wurde sein Pferd Chupa Chup bei den Olympischen Spielen in Peking positiv auf das Mittel Capsaicin getestet und Alves wurde für dreieinhalb Monate gesperrt.
Bei den Panamerikanischen Spielen 2011 gewann er mit Bridgit Einzelbronze und Mannschaftssilber.
Im Dezember 2011 befand er sich auf Rang 69 der Springreiter-Weltrangliste. Nachdem sein Pferd Kingly du Reverdy im Herbst 2014 aus dem Sport verabschiedet wurde, fehlten Alves die passenden Pferde für die internationalen Topsport. Zum Ende des Jahres 2016 fiel er aus den Top 1000 der Weltrangliste. Mit dem Hengst El Torreo de Muze, mit dem er ab Sommer 2018 in Großen Preisen an den Start ging, stieg er wieder in der Weltrangliste auf. Im Mai 2021 gewann das Paar den Großen Preis des CSI 4* in Bourg-en-Bresse. Kurz darauf war Alves beim CSIO St. Gallen nach langer Zeit wieder Teil einer brasilianischen Nationenpreismannschaft. Zudem bekam Bernardo Alves die Möglichkeit, wieder bei CSI 5*-Turnieren teilzunehmen.

## Pferde

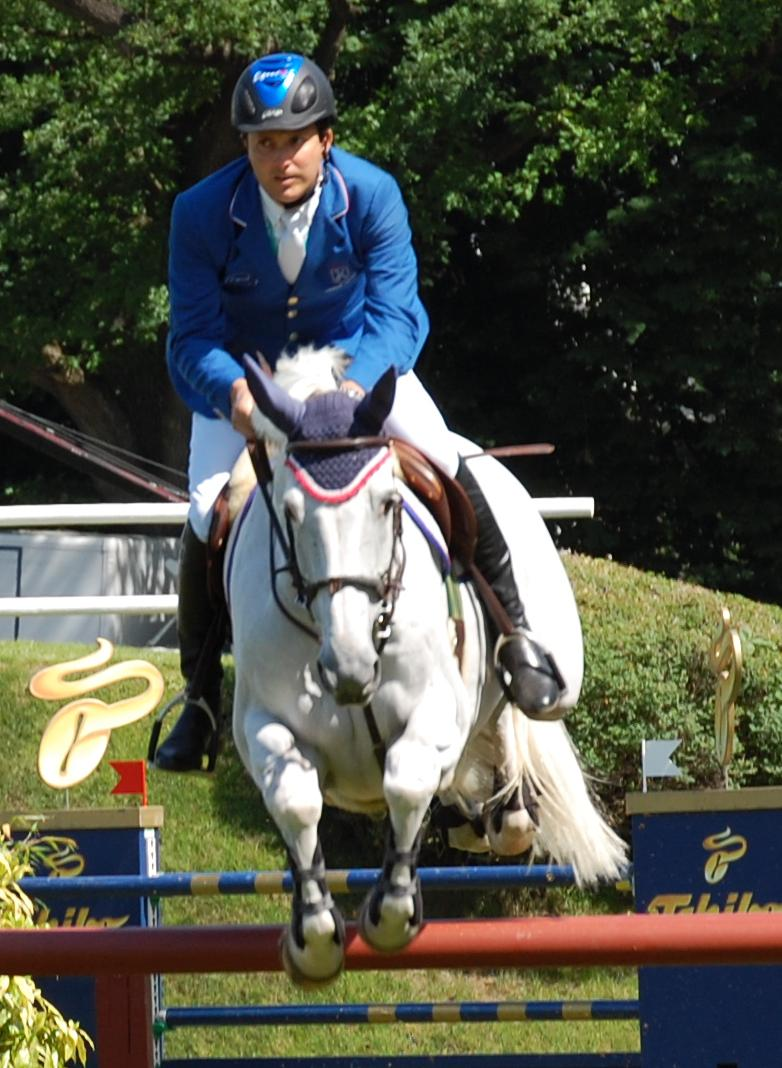
Bernardo Alves mit Quentin bei der 1. Qualifikation zum Deutschen Spring-Derby 2011

- El Torreo de Muze (* 2010), Schimmelhengst, Belgisches Sportpferd (SBS), Vater: Taran de la Pomme, Muttervater: Vigo d’Arsouilles[7]

- Canturo (* 1995), Holsteiner, brauner Hengst, Vater: Cantus, Calando I, aus dem Sport verabschiedet[8]
- Chupa Chup (* 1998), Holsteiner, brauner Wallach, Vater: Caretino, Muttervater: Calato, aus dem Sport verabschiedet[9]
- Kingly du Reverdy (* 1995), Selle Français, dunkelbrauner Hengst, Vater: Adelfos, Muttervater: Quito de Baussy, aus dem Sport verabschiedet[10]
- Topic van’t Voorhof (* 1996), Belgisches Warmblut, brauner Wallach, Vater: Nonstop, Muttervater: Grandus; ab Ende 2009 von Camal Rəhimov geritten[11]